# Гиппократ (отец Писистрата)
Гиппократ (др.-греч. Ίπποκράτης) — отец афинского тирана Писистрата.
Гиппократ происходил из афинского аристократического рода Писистратидов. По рассказу Геродота, когда Гиппократ, находившийся в Олимпии во время спортивных игр, приносил жертвы, то котлы с мясом и водой сами закипели без огня, и вода полилась через край. Присутствовавший при этом спартанец Хилон дал Гиппократу совет не заводить детей, но тот его не послушал и родившегося мальчика назвал в честь сына Нестора. Как отметил И. Е. Суриков, беседовавший на равных с одним из семи греческих мудрецов и высокопоставленным в своём государстве лицом отец Писистрата сам был заметным лицом как в Афинах, так и самой Греции в целом. А приведенная «отцом истории» история, хоть и имеет фольклорные элементы, не несёт в себе чего-то невероятного, как и не является позднейшей, уже после прихода Писистрата к власти, выдумкой, так как содержит больше враждебную по отношению к будущему тирану тенденцию.
По замечанию Сурикова, точно неизвестно, когда умер Гиппократ. Но, если исходить из того предположения, что он умер после прихода сына к власти, то мог быть торжественно погребён в обнаруженной в районе Керамика огромной роскошной гробнице, явно возведённой не за частный, а за государственный счёт и датируемой 570—550 годами до н. э. По одной из гипотез, в 550-х годах до н. э., в период временного союза между Писистрадидами и Алкмеонидами, Мегакл в честь Гиппократа назвал одного из своих сыновей.